# Ivan Križanič
‎Ivan (Janez) Križanič, slovenski teolog in filozof, * 12. avgust 1843, Sv. Križ pri Ljutomeru, † 31. julij 1901, Sv. Križ pri Ljutomeru.
Na Visoki bogoslovni šoli v Mariboru je med leti 1875−1881 predaval cerkveno pravo, Staro zavezo, orientalske jezike, zgodovino, patrologijo, retoriko, katehetiko, metodologijo ...